# Limacocera
Limacocera is een geslacht van vlinders van de familie slakrupsvlinders (Limacodidae).

## Soorten
- L. hel Hering, 1931
- L. pachycera (Hampson, 1897)
- L. rungsi (le Cerf, 1933)